# Neil Morrissey

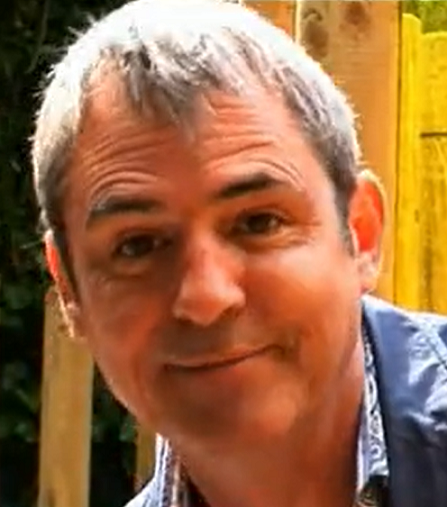
Neil Morrissey (2011)

Neil Anthony Morrissey (* 4. Juli 1962 in Stafford, Staffordshire, England) ist ein britischer Schauspieler und Synchronsprecher. Einem breiten englischsprachigen Publikum wurde er durch seine Tätigkeit als Synchronsprecher des Bob in der Animationsserie Bob der Baumeister und mehreren Filmen, Serienablegern und Videospielen zwischen 1997 und 2011 bekannt. Als Schauspieler wurde er durch seine Rolle in der Fernsehserie Boon zwischen 1987 und 1995 bekannt.

## Leben
Morrissey wurde am 4. Juli 1962 in Stafford, nach anderen Angaben in Stoke-on-Trent, als dritter von insgesamt vier Söhnen irischer Eltern geboren. Er und sein älterer Bruder wuchsen hauptsächlich in Pflegefamilien auf. Er verlebte außerdem eine lange Zeit im Penkhull Children’s Home. Er besuchte die Thistley Hough High School in Penkhull und erhielt sein Abitur am City of Stoke-on-Trent Sixth Form College. Erste Erfahrungen als Schauspieler sammelte er als Teenager bereits in den 1970er Jahren am Stoke Schools Theatre, dem Stoke Repertory Theatre sowie bei einem Auftritt am Edinburgh Fringe Festival im Jahr 1979. Er studierte Schauspiel an der Guildhall School of Music and Drama. Sein ältester Bruder verstarb 1997 an einer Überdosis.
Von 1987 bis 1991 war er mit der Schauspielerin Amanda Noar verheiratet. Die beiden wurden Eltern eines Kindes. Es folgten Beziehungen zu den Schauspielerinnen Elizabeth Carling, Rachel Weisz und Amanda Holden.
1984 gab er sein Schauspieldebüt im Film Die Bounty. Zwischen 1987 und 1995 spielte er in insgesamt 74 Episoden der Fernsehserie Boon die Rolle des Rocky Cassidy. 1990 übernahm er die Hauptrolle des Noddy im Horrorfilm Iron Thunder. Von 1992 bis 2014 war er in 39 Episoden der Fernsehserie Men Behaving Badly in der Rolle des Tony zu sehen. 1995 fungierte er in 25 Episoden der Serie The Morph Files als Erzähler. Zwischen 2004 und 2005 stellte er die männliche, titelgebende Hauptrolle des Barry in 12 Episoden der Fernsehserie Carrie & Barry dar. Von 2007 bis einschließlich 2009 verkörperte er in der Fernsehserie Waterloo Road in insgesamt 40 Episoden die Rolle des Eddie Lawson. Ab 2007 bis einschließlich 2013 spielte er in der Serie Skins – Hautnah mit. Von 2012 bis 2016 spielte er Nigel Morton in der Fernsehserie Line of Duty. 2017 stellte er im Fernsehfilm Diana and I die Rolle des Colin Taylor dar.
Zwischen 1997 und 2011 synchronisierte er Bob den Baumeister in der gleichnamigen Serie und sämtlichen Ablegern in Form von Filmen oder Videospielen.

## Filmografie (Auswahl)
- 1984: Die Bounty (The Bounty)
- 1984: Juliet Bravo (Fernsehserie, Episode 5x05)
- 1984: Vorsicht, Hochspannung! (Hammer House of Mystery and Suspense, Fernsehserie, Episode 1x09)
- 1984: Straße der Freiheit (Ellis Island, Miniserie, Episode 1x01)
- 1985: Travellers by Night (Miniserie, 2 Episoden)
- 1986: C.A.T.S. Eyes (Fernsehserie, Episode 2x04)
- 1987: Playing Away
- 1987: Pulaski (Fernsehserie, Episode 1x02)
- 1987–1995: Boon (Fernsehserie, 74 Episoden)
- 1988: Gentlemen and Players (Fernsehserie, Episode 1x07)
- 1988: Wilhelm Tell – Kämpfer der Gerechtigkeit (Crossbow, Fernsehserie, Episode 2x15)
- 1990: Iron Thunder (I Bought a Vampire Motorcycle)
- 1992: Cluedo (Fernsehserie, Episode 3x01)
- 1992: The Ballad of Kid Divine: The Cockney Cowboy
- 1992–2014: Men Behaving Badly (Fernsehserie, 39 Episoden)
- 1993: Comedy Playhouse (Fernsehserie, Episode 1x04)
- 1993: The Smell of Reeves and Mortimer (Fernsehserie, Episode 1x01)
- 1993: Anleitung zum Ehebruch (A Woman’s Guide to Adultery, Fernsehserie, 3 Episoden)
- 1993–1997: Noel’s House Party (Fernsehserie, 8 Episoden)
- 1994: Wedding Hangover
- 1994: Paris (Fernsehserie, 6 Episoden)
- 1995: Trafford Tanzi (Fernsehfilm)
- 1996: Roger Roger (Fernsehfilm)
- 1997: The Vanishing Man (Fernsehfilm)
- 1997: The Chest (Fernsehfilm)
- 1998: Up ’n’ Under
- 1998: My Summer with Des (Fernsehfilm)
- 1998: Jack and the Beanstalk (Fernsehfilm)
- 1998: The Vanishing Man (Fernsehserie, 6 Episoden)
- 1999: Hunting Venus (Fernsehfilm)
- 1999: The Match
- 1999: The Flint Street Nativity (Fernsehfilm)
- 1999: The Comedy Trail: A Shaggy Dog Story (Kurzfilm)
- 1999: The Nearly Complete and Utter History of Everything (Fernsehfilm)
- 2000: Happy Birthday Shakespeare (Fernsehfilm)
- 2002: Triggermen
- 2002: Paradise Heights (Fernsehserie, 6 Episoden)
- 2002: Calling All Toddlers 2
- 2003: Murder in Mind (Fernsehserie, Episode 3x03)
- 2003: The Eustace Bros. (Fernsehserie, 6 Episoden)
- 2004: The All Star Comedy Show (Fernsehfilm)
- 2004–2005: Carrie & Barry (Fernsehserie, 12 Episoden)
- 2006: Acorn Antiques the Musical: Mrs Overall’s Return (Kurzfilm)
- 2006: Acorn Antiques the Musical: Bo Beaumont – A Short History (Kurzfilm)
- 2006: Acorn Antiques: The Musical
- 2007: Nachbarn (Neighbours, Fernsehserie, Episode 1x5179)
- 2007–2009: Waterloo Road (Fernsehserie, 40 Episoden)
- 2007–2013: Skins – Hautnah (Skins UK, Fernsehserie, 3 Episoden)
- 2008: The Hooligan Club – Fear and Fight (Clubbed)
- 2010: Inn Mates (Fernsehfilm)
- 2011: George Gently – Der Unbestechliche (Inspector George Gently, Fernsehserie, Episode 4x01)
- 2012: Run for Your Wife
- 2012: Chases and Fun Awesome Adventures Vol. Two: Races
- 2012: Me and Mrs Jones (Fernsehserie, 6 Episoden)
- 2012–2016: Line of Duty (Fernsehserie, 9 Episoden)
- 2014: Comedy Playhouse (Fernsehserie, Episode 16x01)
- 2015: Death in Paradise (Fernsehserie, Episode 4x05)
- 2015: The Dumping Ground  (Fernsehserie, Episode 3x10)
- 2015: Urban and the Shed Crew
- 2015: A Gert Lush Christmas (Fernsehfilm)
- 2016: The Night Manager (Fernsehserie, 3 Episoden)
- 2016: Grantchester (Fernsehserie, 5 Episoden)
- 2016: As One (Kurzfilm)
- 2017: Inspector Barnaby (Midsomer Murders, Fernsehserie, Episode 19x02)
- 2017: Diana and I (Fernsehfilm)
- 2017–2018: Striking Out (Fernsehserie, 10 Episoden)
- 2017–2022: The Good Karma Hospital (Fernsehserie, 24 Episoden)
- 2018: Moving On (Fernsehserie, Episode 9x05)
- 2018: Unforgotten (Fernsehserie, 6 Episoden)
- 2019: Crucible of the Vampire
- 2019: Eurbane’s Big Show!
- 2020: Die skandalösen Affären der Christine Keeler (The Trial of Christine Keeler, Fernsehserie, Episode 1x06)
- 2020: Penance (Fernsehserie, 3 Episoden)
- 2020: Finding Joy
- 2021: The Syndicate (Fernsehserie, 6 Episoden)
- 2021: The Long Call (Fernsehserie, 4 Episoden)
- 2023: The Chelsea Detective (Fernsehserie, Episode 2x03)

## Synchronisationen (Auswahl)
- 1993: Liberation: Captive 2 (Computerspiel)
- 1995: The Morph Files (Animationsserie, 25 Episoden)
- 1997: Soul Music (Zeichentrickserie, 7 Episoden)
- 1997–1998: The Enchanted World of Brambly Hedge (Animationsserie, 2 Episoden)
- 1997–2011: Bob der Baumeister (Bob the Builder, Animationsserie, 201 Episoden)
- 1998: Nick Jr. (Zeichentrickserie, 2 Episoden)
- 1999: Maisy (Zeichentrickserie, 3 Episoden)
- 2001: Bob der Baumeister: Yo, wir schaffen das! (Bob the Builder: Can We Fix It, Computerspiel)
- 2001: Look and Read (Fernsehserie, Episode 19x01)
- 2001: Bob the Builder: Mambo No. 5 (Animationsfilm)
- 2001: Bob the Builder: A Christmas to Remember (Animationsfilm)
- 2002: Awesome Adventures Vol. 4: Preschool Party Surprise (Animationsfilm)
- 2002: Bob the Builder: The Live Show (Animationsfilm)
- 2003: Bob the Builder: The Knights of Can-A-Lot (Animationsfernsehfilm)
- 2003: Bob the Builder: Bob's Castle Adventure (Computerspiel)
- 2003–2008: Bob the Builder: Bob's Mini Projects (Animationsserie, 17 Episoden)
- 2004: Geschichte – Der Wahrheit auf der Spur (Unsolved History, Dokufernsehserie, Episode 2x06)
- 2004: Bob the Builder: When Bob Became a Builder (Animationsfilm)
- 2004: Bob the Builder: The Great Race/Scoop the Disco Digger (Animationsfilm)
- 2004: Bob the Builder: Snowed Under (Animationsfilm)
- 2005: Bob the Builder: Bob's Big Plan (Animationsfernsehfilm)
- 2005: Bob the Builder – Project: Build It (Animationsserie)
- 2006: Bob the Builder: Built to Be Wild (Animationsfilm)
- 2007: Bob the Builder: Scrambler to the Rescue (Animationsfilm)
- 2008: Bob on Site: Skyscrapers and Car Parks (Animationsfilm)
- 2008: Bob the Builder on Site: Houses & Playgrounds (Animationsfilm)
- 2008: Bob the Builder: Race to the Finish (Animationsfilm)
- 2009: Bob on Site: Green Builds and Recycling Centres (Animationsfilm)
- 2009: HiT Favorites: Here Comes Spring! (Animationsfilm)
- 2009: HIT Favorites: Frosty Friends (Animationsfilm)
- 2009: Peter Kay's Animated All Star Band: The Official BBC Children in Need Medley (Animationsfilm)
- 2009: Bob der Baumeister – Die Legende vom goldenen Hammer (Bob the Builder: The Legend of the Golden Hammer, Animationsfilm)
- 2011: Bob the Builder: Big Dino Dig (Animationsfilm)
- 2012: Awesome Adventures: Thrills and Chills Vol. 3 (Animationsfilm)